# Acanthoscelides tenuis
Acanthoscelides tenuis är en skalbaggsart som beskrevs av Bottimer 1935. Acanthoscelides tenuis ingår i släktet Acanthoscelides och familjen bladbaggar. Inga underarter finns listade i Catalogue of Life.